# Ateliers Veuve A. de Mesmay
Ateliers Veuve A. de Mesmay war ein französischer Hersteller von Automobilen und Motoren.

## Unternehmensgeschichte
Im Jahr 1898 gründete Adolphe de Mesmay, ehemaliger Ingenieur der Société Anonyme de Constructions Mécaniques in Saint-Quentin in Bahnhofsnähe eine neue Fabrik. Das Unternehmen aus Saint-Quentin begann in den 1900er Jahren mit der Produktion von Einbaumotoren. 1906 kam der Automobilbau dazu. Die Markennamen lauteten A.M. und Abeille. Im Jahr 1908 wurde eine neue Maschinenhalle, 1910 ein Motorenprüfraum und 1911 eine weiter neue Montagehalle gebaut. Das Unternehmen beschäftigte 1900 etwa 20 bis 30 Arbeiter, 1914 rund 80 bis 90 und 1924 waren es 40 Personen. Die Produktion wurde am 26. August 1914 eingestellt. Die deutsche Armee requirierte die Ausrüstung zur Reparatur ihrer Artillerie. Die Witwe von Mesmay nahm einen Teil der Produktion in Mantes wieder auf. Im Jahr 1920 wurden die in Mantes installierten Maschinen nach Saint-Quentin zurückgeschickt, wo die Werkstätten 1919 nach den Plänen des Architekten Georges Dumortier restauriert und umgebaut wurden.
Im Jahr 1926 traten mehrere Aktionäre (Louis Demilly, Louis David usw.) unter dem Namen Ateliers Veuve A. De Mesmay in das Kapital des Unternehmens ein.
In den frühen 1930er Jahren kaufte François Thellier nach und nach alle Anteile, bis zur Auflösung im Jahr 1936.
Im Jahr 1949 wurden die Werkstätten in die Gießerei Maumaire Dubua et Cie (studiert) integriert. Der Standort wurde in den 1990er Jahren geschlossen.
Laut einer Quelle endete 1915 die Produktion. Laut einer anderen Quelle wurde das Unternehmen bis 1915 in Listen als Automobilhersteller geführt.

## Fahrzeuge

### Modelle Abeille (PKW, Transporter, LKW, Bootsmotoren)
| Typ         | Bauzeitraum | Motorbez. | Masse Chassis    | Hubraum  | Bohrung/Hub | Leistung |
| ----------- | ----------- | --------- | ---------------- | -------- | ----------- | -------- |
|             | (1901)      | 2 Zyl.    |                  | 1755 cm³ | 92 × 132    | 8 HP     |
|             | (1901)      | 4 Zyl.    |                  | 3510 cm³ | 92 × 132    | 16 HP    |
| AM 1        | ?–1914      | I – IV    | 660 kg           | 1631 cm³ | 70 × 106    | 8/11 HP  |
| AM 2        | ?–1914      | J – IV    | 750 kg           | 2323 cm³ | 82 × 110    | 10/14 HP |
| AM 3        | ?–1914      | N – IV    | 880 kg           | 3308 cm³ | 90 × 130    | 14/18 HP |
| AM 4        | ?–1914      | R – IV    | 1000 kg          | 4084 cm³ | 100 × 130   | 18/24 HP |
| AM 5        | ?–1914      | T – IV    | 1100 kg          | 5359 cm³ | 112 × 136   | 24/30 HP |
| AML-I       | ?–1914      | I – IV    | Zuladung 500 kg  | 1631 cm³ | 70 × 106    | 8/11 HP  |
| AML-II      | ?–1914      | J – IV    | Zuladung 800 kg  | 2323 cm³ | 82 × 110    | 10/14 HP |
| AML-III     | ?–1914      | N – IV    | Zuladung 1000 kg | 3308 cm³ | 90 × 130    | 14/18 HP |
| AMC-I       | ?–1914      | N – IV    | Zuladung 2500 kg | 3308 cm³ | 90 × 130    | 14/18 HP |
| AMC-II      | ?–1914      | T – IV    | Zuladung 4500 kg | 5359 cm³ | 112 × 136   | 24/30 HP |
| Tracteur FT | 1910–1914   |           | 1050 kg          | cm³      |             | 7 HP     |

1906 stand ein Modell mit einem Zweizylindermotor und 12 PS Leistung im Sortiment, das unter dem Markennamen Abeille angeboten wurde. Daneben gab es Vierzylindermodelle mit 12 PS, 20 PS und 24 PS.

## Motorenlieferungen
Nach der Entwicklung eines Schiffsbenzinmotors, ein Modell, das er im März 1899 unter der Marke Abeille anmeldete, passte Adolphe de Mesmay seinen Motor an das Automobil, die Kleinindustrie mit Industriemotoren und die Landwirtschaft mit Motoren für Traktoren an. Er starb im April 1903 und wurde an der Spitze des Unternehmens von seiner Witwe Amélie Belin abgelöst, die von Louis Demilly, dem Direktor, unterstützt wurde.
An folgende Automobilhersteller wurden Einbaumotoren geliefert: Anderheggen, Brush, Lambert, Passy-Thellier, Sage und Velox.